# Эмма Дюваль
Эмма Дюваль (англ. Emma Duval) — главная героиня первых двух сезонов телесериала «Крик», «последняя выжившая», роль которой исполнила американская актриса Уилла Фицджералд. Персонаж появился во всех эпизодах истории об убийствах, совершённых подражателем Брендона Джеймса, а также в специальной сдвоенной серии «Хэллоуин». Персонаж получил смешанные отзывы, а многие обозреватели и поклонники отметили сходство Эммы и Сидни Прескотт. За исполнение роли в первом сезоне Уилла Фицджералд получила номинацию на премию «Teen Choice Awards».

## Биография

### Образ персонажа
Эмма Дюваль — популярная, но достаточно замкнутая 16-летняя школьница с острым умом из города Лейквуд. У Эммы прекрасные и открытые отношения со своей мамой Мэгги Дюваль, работающей судмедэкспертом в местной полиции. В начале сериала Эмма показана весёлым и приветливым подростком, но когда в городе начинают происходить убийства, девушка понимает, что оказалась в центре зловещего плана убийцы — маньяк звонит ей по телефону, постепенно наводя на мысль, что друзья и мать скрывают от неё что-то и используют в своих целях. Эмма вынуждена быть храброй и проявить всю находчивость, чтобы противостоять убийце. Однако травмирующие события первого сезона не проходят для неё бесследно — Эмму мучают кошмары, она плохо спит и видит галлюцинации. Окружающие начинают думать, что она может быть опасна — это, безусловно, идёт на руку новому убийце.
В ранней версии сценария персонажа звали Харпер (англ. Harper).

### Романтические отношения
В начале истории Эмма встречается с Уиллом Бельмонтом, но бросает его после того, как узнаёт, что он изменил ей с Ниной Паттерсон. Вскоре у девушки начинается роман с новым учеником — Кираном Уилкоксом, сыном шерифа Хадсона. Вскоре Уилл становится жертвой убийцы, и Эмма ещё больше сближается с Кираном. Они становятся парой и встречаются на протяжении второго сезона, пока в финале не выясняется, что Киран был сообщником Пайпер и новым убийцей. В финале истории Киран оказывается в тюрьме, где его убивает неизвестный. В специальном выпуске под названием «Хэллоуин» Эмма проявляет романтический интерес к юноше по имени Алекс Уиттен, богатому наследнику с острова Шэллоу-Гроув, куда она приехала отдохнуть вместе с друзьями. Но юноша оказался не тем, за кого себя выдавал — на самом деле его зовут Том Мартин, и он убил настоящего Алекса, после чего стал выдавать себя за него.

### Друзья
Эмма чувствует вину за то, что отдалилась от своей бывшей лучшей подруги Одри Дженсен. Когда начинают происходить убийства, девушки вновь сближаются — они, а также Ноа Фостер, Джейк Фитцджеральд, Брук Мэддокс и Киран Уилкокс для журналистов и горожан становятся известны, как «Лейквудская шестёрка» (англ. Lakewood Six). В это непростое время Эмма находит поддержку в лице журналистки Пайпер Шоу, которая приезжает в город, чтобы расследовать убийства. Во время кровавой развязки истории Эмма с удивлением узнаёт, что Пайпер — её сестра, дочь Мэгги Дюваль от Брендона Джеймса, которую она затем отдала на «закрытое» удочерение — и есть убийца в маске, решивший отомстить семьей, которая отказалась от неё.

### Отменённые сезоны 3 и 4
Шоураннеры второго сезона сериала Майкл Гэнс и Ричард Реджистер рассказали в интервью, что третий сезон напоминал «Молчание ягнят», в котором Эмма возвращается в Лейквуд и навещает Кирана в тюрьме — между ними постоянно идёт диалог, пока происходит новая серия убийств, к которым причастен Киран. Как и героиня актрисы Джоди Фостер, агент ФБР Клариса Старлинг в общении с Ганнибалом Лекетром, Эмма пытается получить ответы на вопросы и выяснить, кем является убийца на свободе. Сезон заканчивается тем, что Киран сбегает из тюрьмы и в финальном противостоянии Эмма убивает его. Затем камера отъезжает назад, и становится понятно, что зрители видели съёмку сериала — после этого действие переносится в вымышленную вселенную на съёмочной площадке сериала «Крик». Исполнителя роли Кирана, Амадеуса Серафини убивает неизвестный в его гримёрке. Действие 4 сезона происходило бы в «реальном» мире, где актёры сериала должны были сыграть вымышленные версии самих себя.

## Кастинг
Роль Эммы Дюваль исполнила актриса Уилла Фицджералд. «Эмма начинает этот сезон как очень неуверенная, растерянная старшеклассница. Она не может полностью довериться друзьям. В течение сезона, когда убийца поднимает ставки, постоянно угрожая ей и остальным персонажами, она становится по-настоящему крутой. Она отвечает на его угрозы и не боится их. В этом сезоне мы увидим, как она по-настоящему взрослеет и становится больше похожей на Сидни Прескотт, которую я вижу как невероятно сильную, уверенную в себе женщину. Приятно видеть это изменение», — отмечает Фицджеральд.
Актриса так охарактеризовала изменения во втором сезоне: «Она вернётся в Лейквуд с глубинными страхами, неуверенностью и невыполнимыми желаниями. Она хочет иметь возможность двигаться дальше, забыть всё, что произошло с ней за последний год. Но она поймёт, что это невозможно, особенно когда узнает, что убийства происходят снова. Все закончится очень драматично»; «Эмма повзрослела за время, проведённое вдали от дома. Её отношения с матерью стали более отдаленными, чем в прошлом сезоне. Очевидно, осталось недоверие из-за всех секретов, которые её мать хранила. Однако Эмма ещё раз обнаружит, что её мать — единственная, у кого есть ответы на вопросы об их тревожном прошлом».
По словам Фицджералд, съёмки в сериале потребовали от неё хорошей физической подготовки, но не смотря на изнуряющие экшн-сцены и эмоционально выматывающие сюжетные линии, она получила удовольствие от съёмочного процесса.

## Оценка

### Критика
Персонаж и игра актрисы получили противоречивые отзывы, но большинство критиков отметило сходство Эммы и Сидни Прескотт, которое ещё больше подчёркивают непростые отношения главной героини с матерью и мрачные семейные тайны.
Айя Циницирас в обзоре «Game Rant» написала, что Эмма — сильный персонаж, а её образ больше подходит под термин «последняя девушка», чем Сидни Прескотт и Лори Строуд: «Когда раскрывается личность убийцы, Эмма становится ещё более сильным и привлекательным персонажем. […] Эмма убивает Пайпер и оказывается такой же крутой, как Сидни. Удивительно наблюдать за тем, как Эмма пытается спасти свой город и своих друзей от убийцы, как это всегда делала Сидни. Без Эммы в роли жёсткой „последней девушки“ шоу просто не сработало бы».
Патрик Спроулл из «Den Of Geek» написал: «Эмма Дюваль — наша современная Сидни, и Уилла Фицджеральд впечатляет в главной роли. […] Персонаж — отличная замена Сидни после выхода „Крика 4“. Она сочетает в себе тихую свирепость, отвагу и ранимость. Этакая Сидни с современной чувственностью. Её история немного отличается от киношной истории (хотя убийца также выделяет главную героиню среди остальных жертв), однако в образе есть те же составляющие, что и у „королевы крика“ Нив Кэмпбелл, поэтому персонаж Эммы кажется глотком свежего воздуха в жанре».
В обзоре эпизода «Exposed» автор портала «SpoilerTV» написал о персонаже Эммы: «Одна из вещей, которые мне действительно нравятся в характере Эммы, это то, что, хотя она и „хорошая девочка“ в этой истории, она не типичный последователь „принципа Поллианны“, как думала Нина. Она пьёт и занимается сексом, как и другие подростки, у неё есть чувство юмора, и, хотя она напугана, она столь же хладнокровна. Поэтому, когда Эмма противостоит Уиллу, она ударяется в слёзы. Она выбивает из него всё дерьмо и саркастически благодарит его за то, что он позволил ей злиться, а затем бросает его с язвительным замечанием. А позже она, не колеблясь, целуется с Кираном на глазах Уилла, просто чтобы досадить ему».
Трес Турман из «Bloody Disgusting» написал в обзоре премьерного эпизода второго сезона: «В сериале мало будоражащих историй, и смерть, показанная в эпизоде — правильный шаг в этом направлении. Как и было сказано, это впечатляющая сцена, показывающая, что ставки растут в этом сезоне. Хотя те из вас, кто надеется, что Эмма уйдет одной из первых, будут разочарованы. Она — главная героиня, ребята. Какой бы скучной она ни была, мы просто не сможем от неё избавиться».
ЛаТоя Фергюсон написала в обзоре «AV Club»: «Предполагается, что Эмма — это новая Сидни Прескотт, но разница между этими двумя главными героинями на лицо. Эмма существует как пассивный персонаж, который движется в одном ужасном потоке вместе со своими друзьями. […] Сидни Прескотт была одной из самых активных героинь жанра, а вот Эмме Дюваль едва ли приходит в голову сделать два шага в сторону из тёмного переулка, где её поджидает убийца».

### Награды
Фицджералд получила номинацию на премию «Teen Choice Awards» в категории «Лучшая телевизионная актриса лета», но проиграла Эшли Бенсон из сериала «Милы обманщицы».

### Поклонники
Поклонники также восприняли нового персонажа франшизы неоднозначно. На странице сериала на «Reddit» было создано обсуждение под названием «Почему все ненавидят Эмму Дюваль?» (англ. Why Does Everyone Hate Emma Duval?), где мнения поклонников разделились. Пользователь «monsterocket» написал, что ненависти как таковой нет, но он бы не хотел иметь такого друга, как Эмма, потому что скорее всего им не о чем было бы поговорить; «Reekshavok312» назвал игру Фицджералд «деревянной»; в другом сообщении говорится, что актриса хорошо играет, но сам персонаж «невыносим»; наконец, пользователь «Campanerut» написал: «Я думаю, дело в том, что она реалистично реагирует на эти ужасные обстоятельства. По мне, большинству людей нравятся „Крик“ с Сидни за её крутизну — даже когда её преследует убийца; в то время как в телешоу они использовали более реалистичный подход. В реальной жизни любой человек будет все время жаловаться или грустить, если ему угрожает сумасшедший».